# Lobkovice
Lobkovice jsou část města Neratovice v okrese Mělník ve Středočeském kraji. Leží na levém břehu Labe, pochází odtud rod Lobkoviců a žil zde historik a politik František Palacký.

## Historie
První písemná zmínka o vesnici pochází z roku 1341. V roce 1384 je zmiňován ve sporu o labský jez s arcibiskupem Janem z Jenštejna maršálek královského dvora, majitel Lobkovic Jan Čuch ze Zásady. Na samém východě vesnice mezi polabskými lužními lesy se nachází zámek, který byl původně dřevěnou tvrzí, poprvé zmíněnou roku 1403, kdy ji nechal postavit Prokop Krukner, měšťan z Prahy. Stavěl poblíž Labe, zčásti byla chráněná bažinami, zbytek pak byl obehnán valy. O šest let později se majitelem stal Mikuláš Chudý z Újezda (z vesnice Újezd u Jestřebí), který se pak psal z Lobkovic. Právě on je označován za zakladatele mocného šlechtického rodu Lobkoviců, ve staročeštině Lobkowiczů. Po jeho smrti se jeden ze synů Jan Popel vzepřel králi Jiřímu z Poděbrad a ten pevnůstku dobyl. Za rok mu král panství zas vrátil. Pak se zde nadlouho usídlila rodina Sekerků, kteří postupně tvrz přebudovávali. V roce 1610 byl zde poprvé uváděn existující zámek a pět let poté jej koupila Polyxena z Lobkovic, takže se panství po letech vrátilo rodině Lobkoviců.

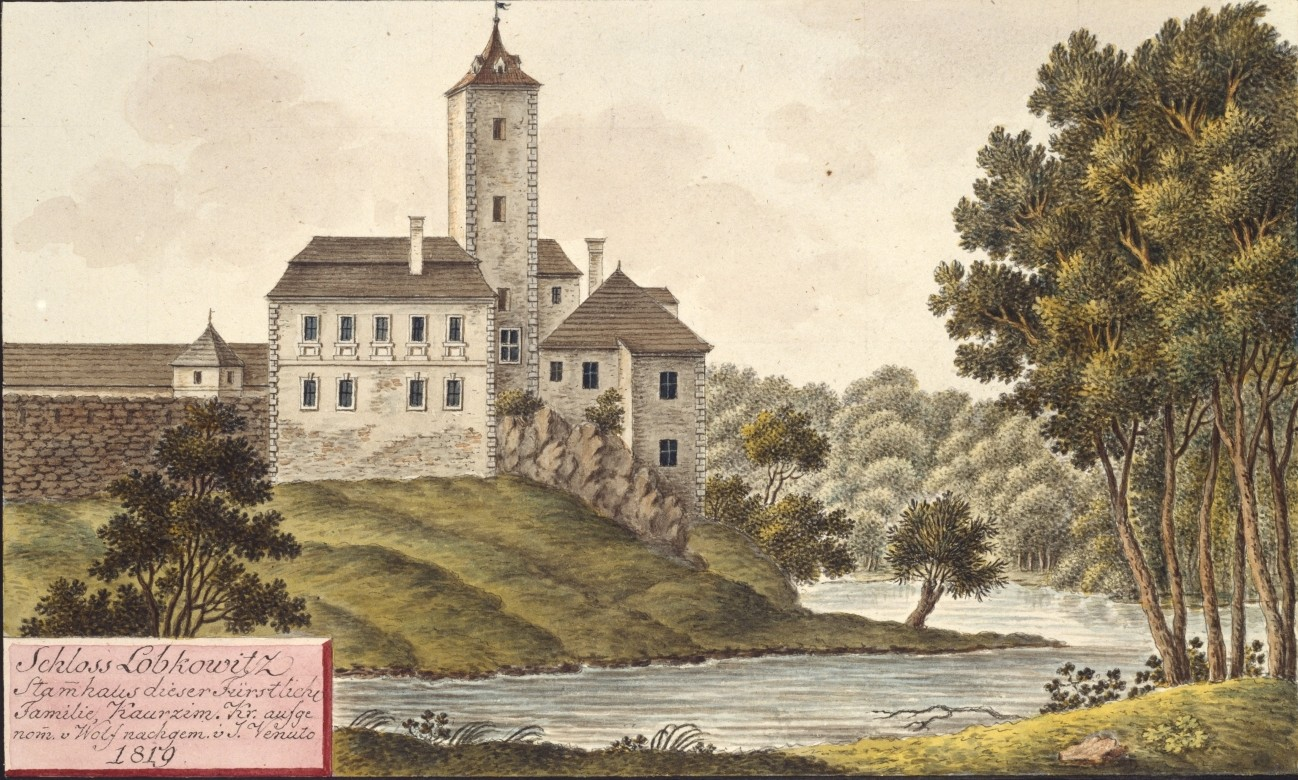
Zámek roku 1819

Stejně jako celé Neratovicko ves i zámek velmi utrpěly během třicetileté války, kdy byla zdejší krajina velmi zpustošená. Nedaleko obce byla 29. května 1639 svedena  bitva mezi císařskými oddíly armády generála Vavřince IV. z Hofkirchu a Raimunda Montecuccoliho a švédskou armádou polního maršála Johana Banéra během jednoho ze švédských tažení do Čech. V té Švédové zvítězili, zajali Montecuccoliho i zraněného Hofkircha, během bojů pak došlo k výrazné destrukci obce a vypálení zámku. Roku 1654 zbyly ze zámku jen zdi a věž. Opravu provedl další z Lobkoviců roku 1679.

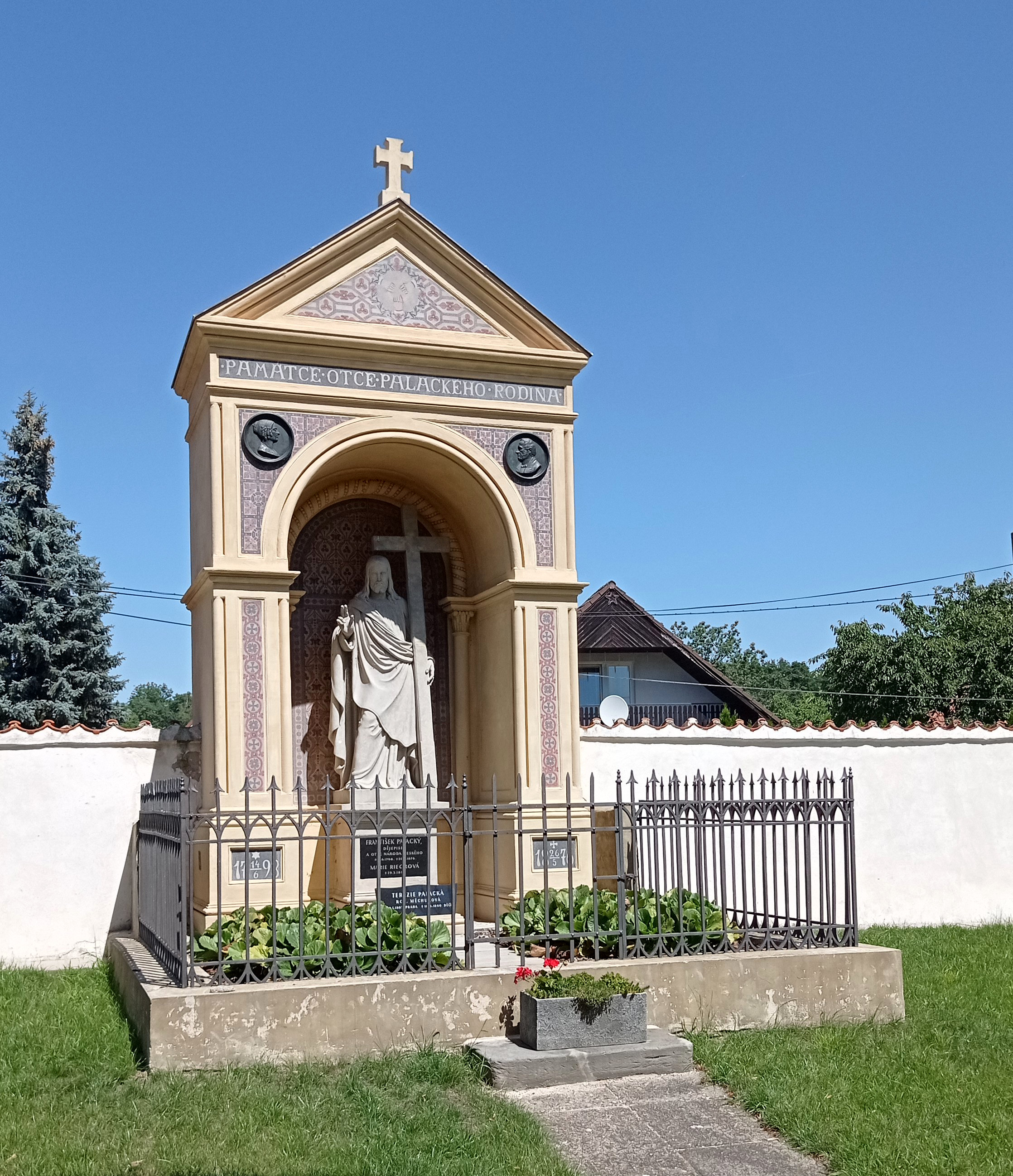
Hrobka Františka Palackého

V 19. století získal vesnici se zámkem pražský advokát Jan Měchura, jehož dcera Terezie si vzala Františka Palackého. Zámecký areál však sloužil jako hospodářské sídlo, nikoliv zámek šlechty. Byl zde také pivovar, po něm jen sladovna. Později se dostal zpět do držení rodiny Lobkoviců. V roce 1945 byl zkonfiskován a převzal jej v zastoupení státu MNV Lobkovice. Stát zde umístil část depozitáře Národního technického muzea. Po roce 1980 zámek převzala Karlova univerzita a začala jej upravovat na depozitář knihoven. V té době patřila ves už rychle se rozvíjejícím Neratovicím a tamní MěNV v zámku připravoval zřízení obřadní síně a pamětní síně Františka Palackého; investoval i do opravy zčásti zřícené věže. Po roce 1989 však byl zámek vrácen v restituci rodině Lobkoviců.
V roce 2011 zde žilo 662 stálých obyvatel.

## Obyvatelstvo
| Rok            | 1869 | 1880 | 1890 | 1900 | 1910 | 1921 | 1930 | 1950 | 1961 | 1970 | 1980 | 1991 | 2001 | 2011 | 2021 |
| -------------- | ---- | ---- | ---- | ---- | ---- | ---- | ---- | ---- | ---- | ---- | ---- | ---- | ---- | ---- | ---- |
| Počet obyvatel | 306  | 305  | 355  | 373  | 492  | 517  | 613  | 597  | 637  | 618  | 536  | 540  | 541  | 714  | 813  |
| Počet domů     | 35   | 36   | 39   | 43   | 56   | 76   | 115  | 137  | 137  | 153  | 157  | 186  | 199  | 240  | 280  |

## Obecní správa
Při sčítání lidu v letech 1850–1960 byly Lobkovice samostatnou obcí, nejprve v okrese Karlín, v letech 1910–1950 v okrese Brandýs nad Labem a od roku 1960 v okrese Mělník. Od 1. července 1960 jsou částí města Neratovice v okrese Mělník.

## Doprava

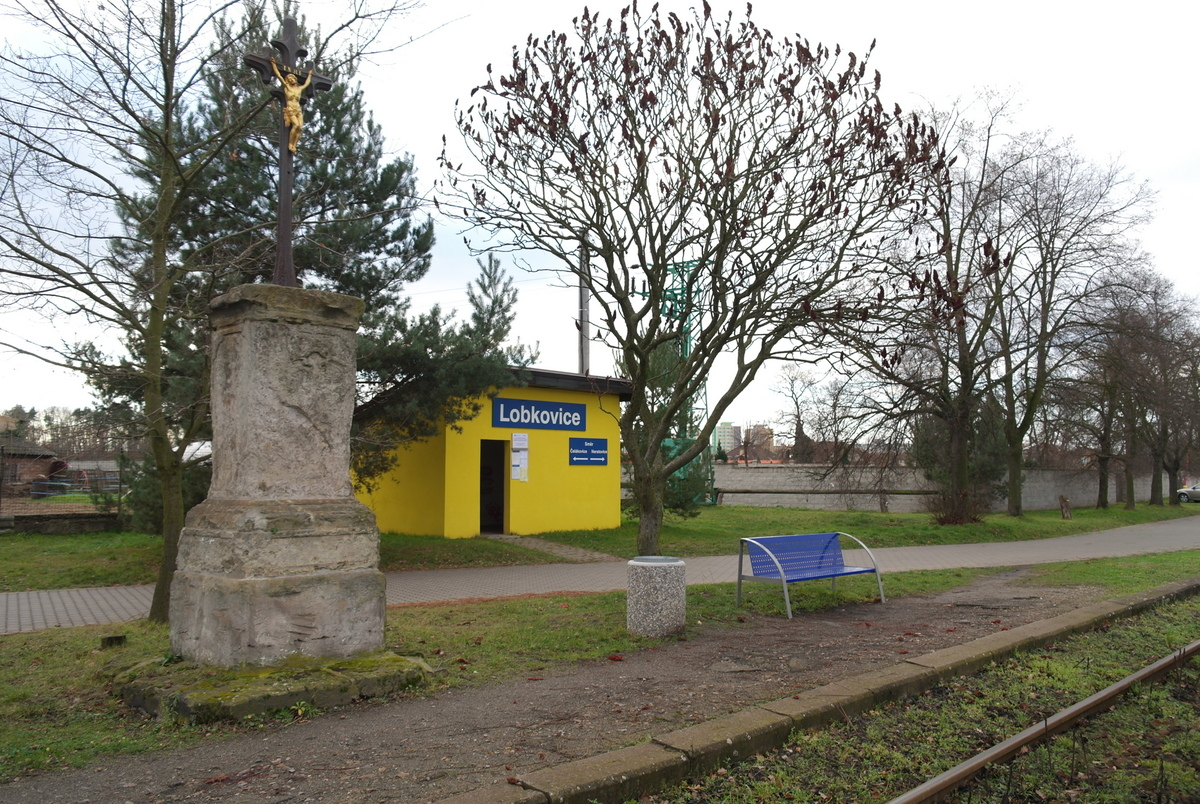
Železniční zastávka Lobkovice

V obci je železniční zastávka Lobkovice na trati 074 Neratovice–Čelákovice. Souběžně s železniční tratí vede silnice II/101 z Neratovic do 5 km vzdáleného města Kostelec nad Labem, u železniční je i autobusová zastávka. Do obce zajíždí i linka MHD z Neratovic, je zde několik jejích zastávek.
Na Labi se nachází zdymadlo, které je součástí labské vodní cesty.

## Sport
Ve vesnici je vybudován malý sportovní areál, kde hraje soutěže místní fotbalový klub, nyní pod názvem FC Lobkovice, a jehož součástí je hřiště pro softball a dvě hřiště na volejbal. Fotbalový klub byl založen roku 1923.

## Škola

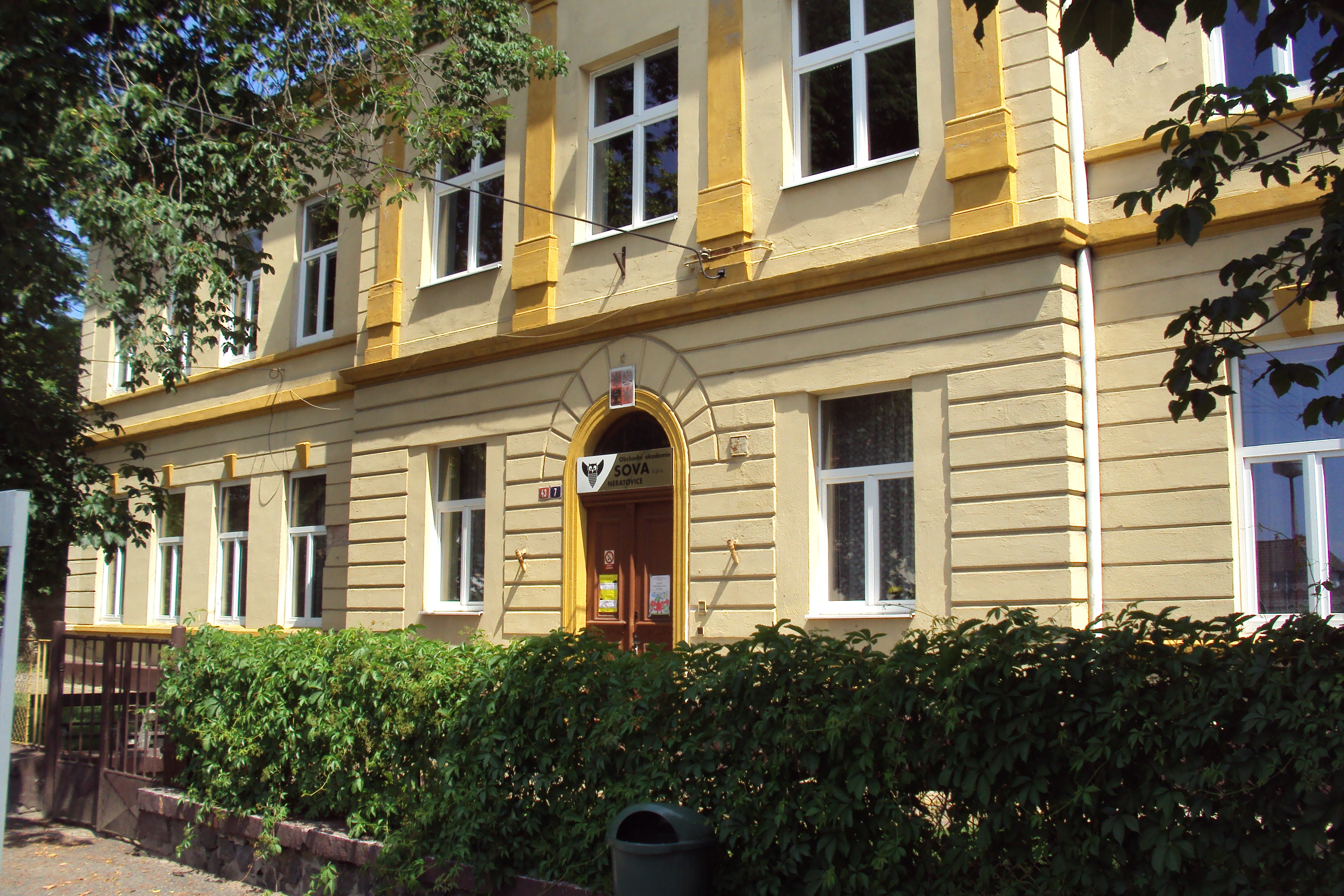
Lobkovická škola

Dříve zde působil I.stupeň základní školy, ke konci 20. století byla budova na křižovatce ulic Palackého a Pionýrů využita pro Obchodní akademii.

## Pamětihodnosti
- Zámek Lobkovice z 16. století blízko Labe, v soukromém vlastnictví.[12] Před zámkem roste chráněný jinan.[13][souř 1]
- Gotický kostel Nanebevzetí Panny Marie ze 14. století, upraven v 18. století, přistavěna barokní zděná zvonice. U kostela se na malém hřbitově nachází rodinná hrobka Františka Palackého[14] s výklenkovou kaplí s kamennou sochou stojícího Krista Spasitele (dílo Jana Meixnera).
- Před kostelem je malý parčík s pomníkem obětem první světové války. U svarého nároží ohradní zdi kostela roste chráněná lípa.[15][souř 2]
- Hrob českého diplomata Miroslava Plesingera-Božinova na hřbitově[16]
- Dub u Lobkovic, památný strom (dub letní) při ústí Kojetického potoka do Labe.[17][souř 3]
- Zdymadlo na Labi – Plavební komora byla na řece vybudována v letech 1914–1922, k její velké opravě došlo v letech 1976–1977 mj. kvůli intenzivní lodní dopravě uhlí po Labi pro elektrárnu Chvaletice.
- Kamenná kniha, plastika Kurta Gebauera (2018) na břehu Labe za zámkem. Dílo připomíná zdejší pobyt Františka Palackého. Návrh byl jedním z výsledků sympozia Oživené město Neratovice ´97, realizace se uskutečnila díky veřejné sbírce.[18]
- Památník národní revoluce, připomínající ukončení druhé světové války.[19]

## Galerie

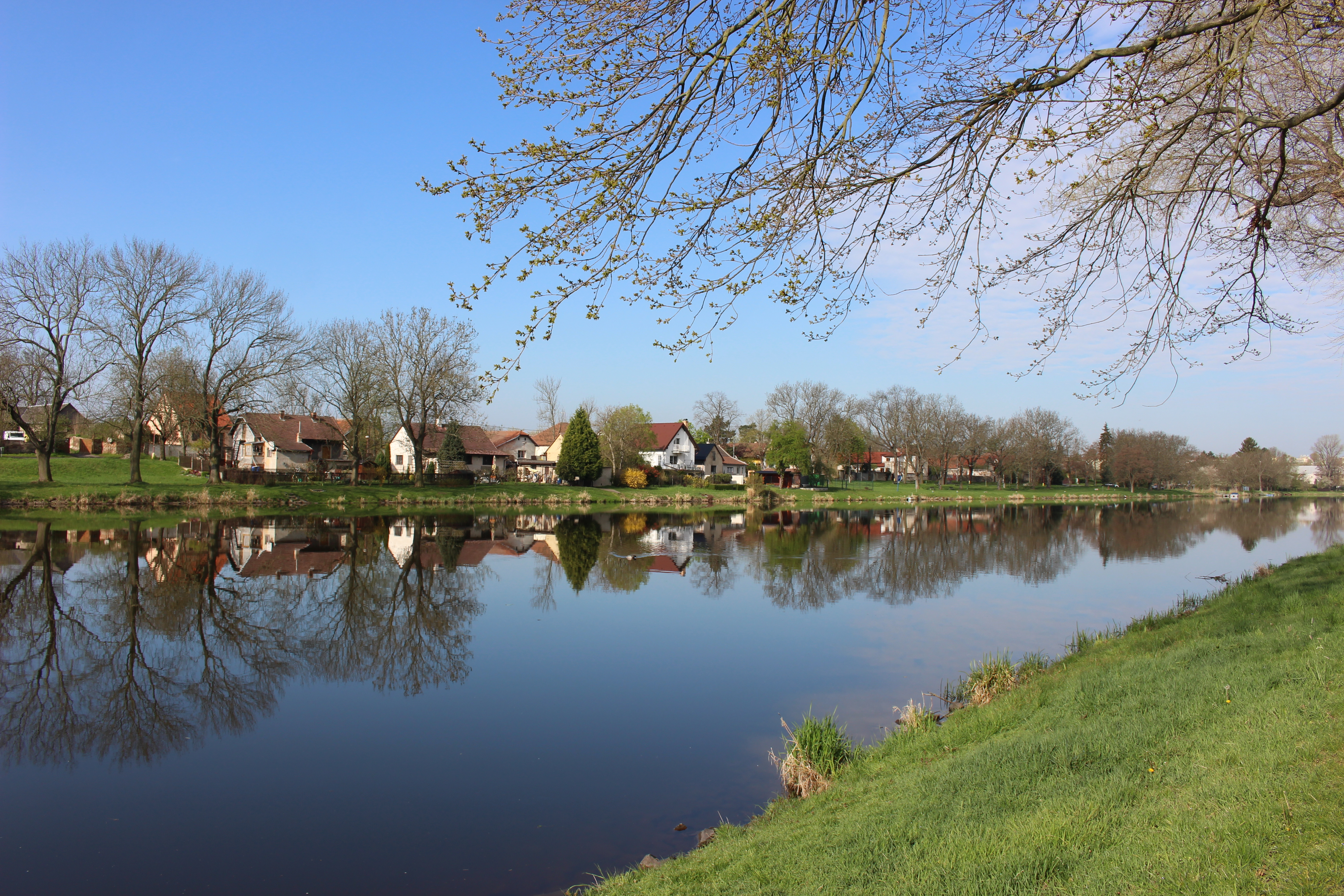
Lobkovice z protějšího břehu Labe
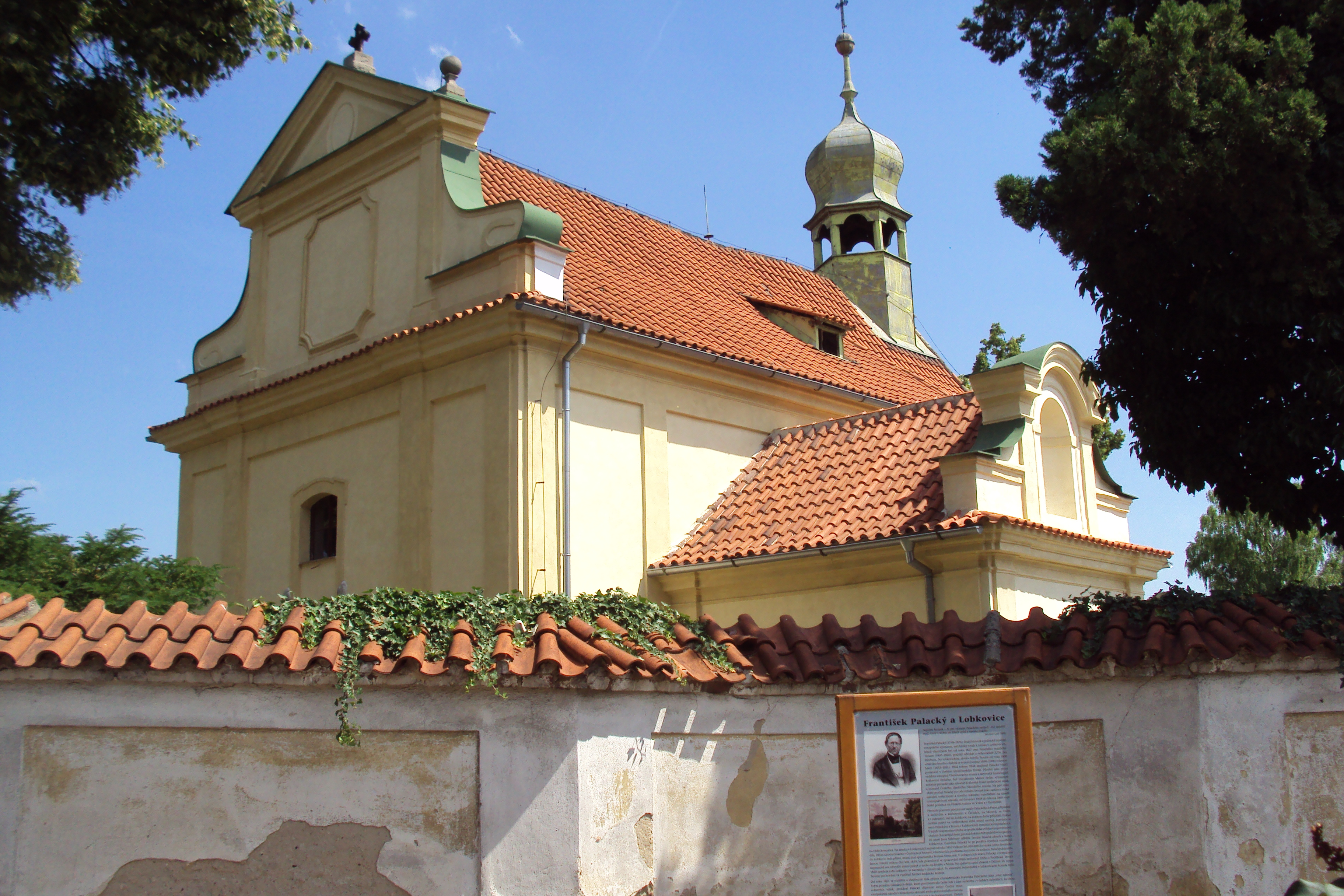
Kostel Nanebevzetí Panny Marie
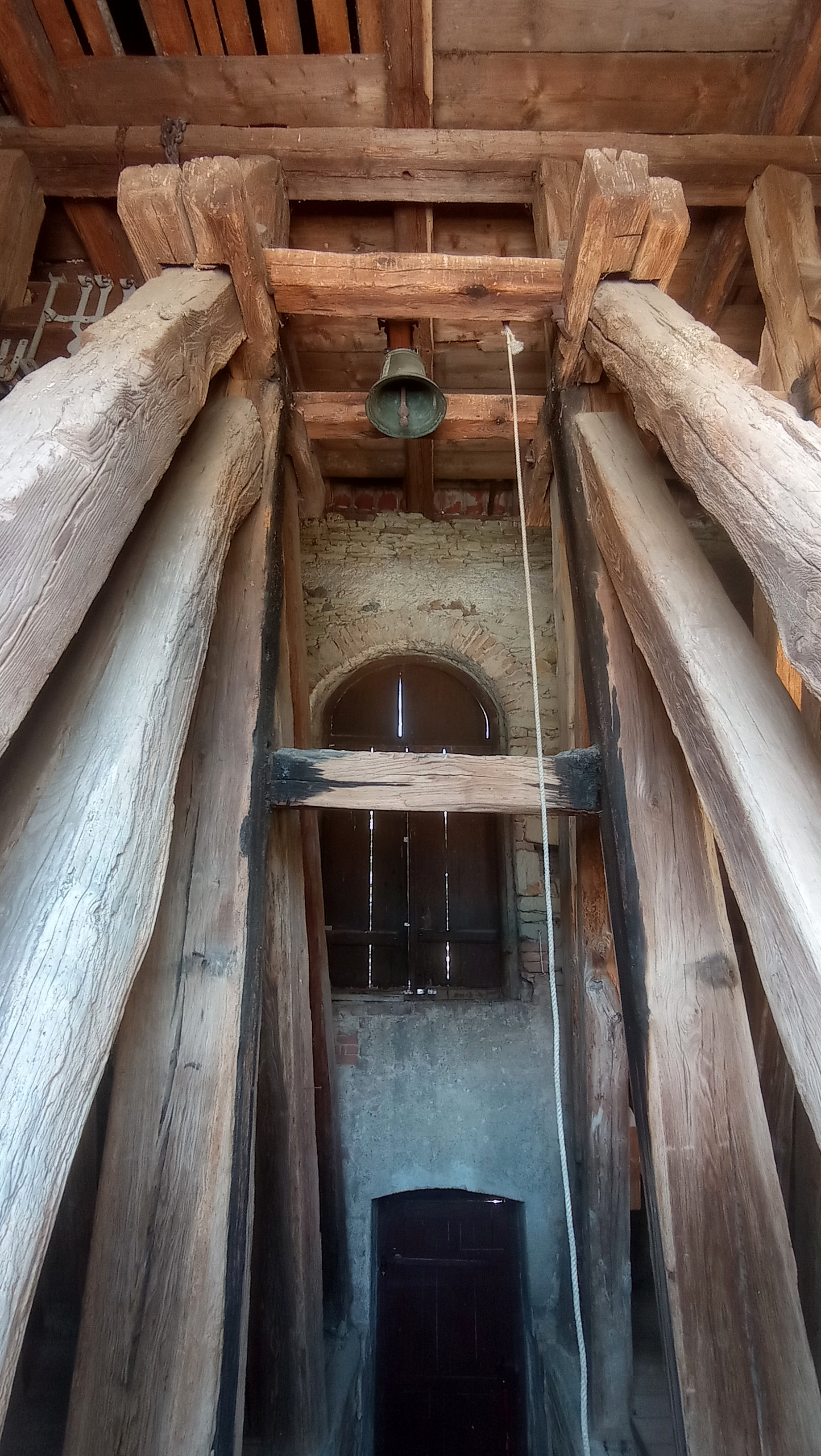
Interiér zvonice u kostela
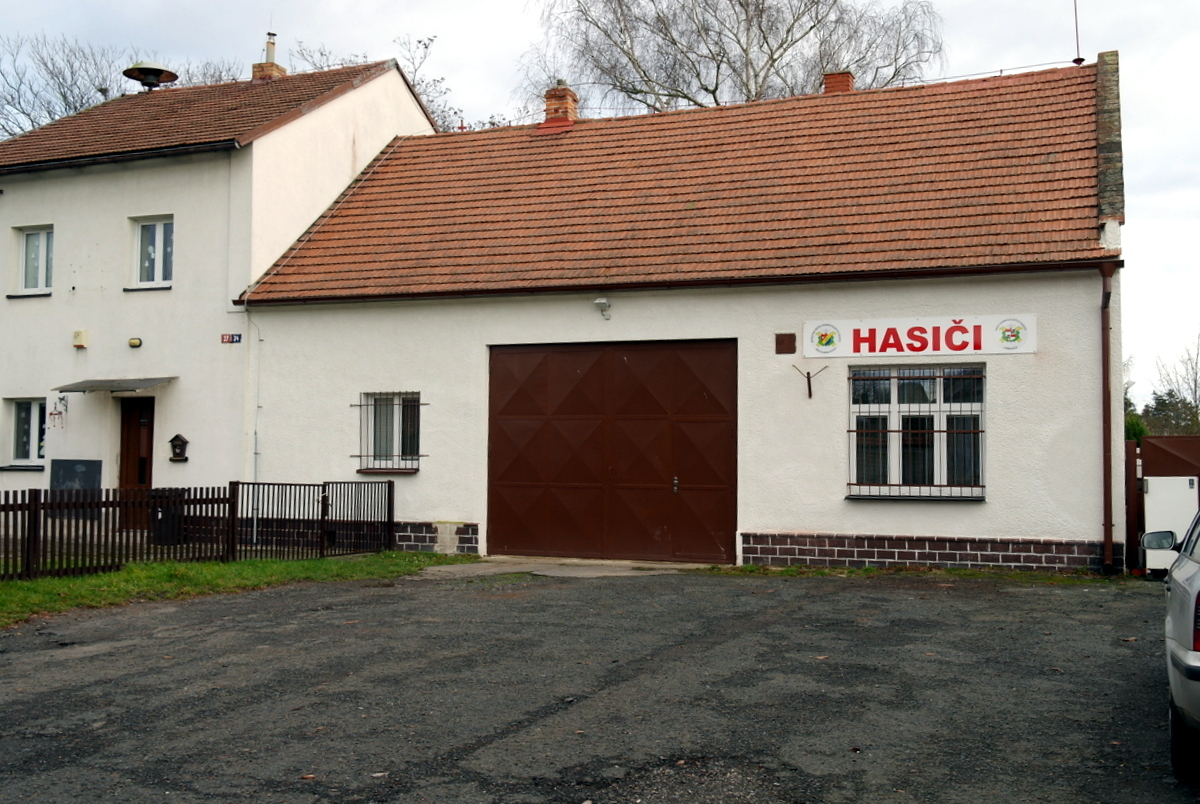
Hasičská zbrojnice
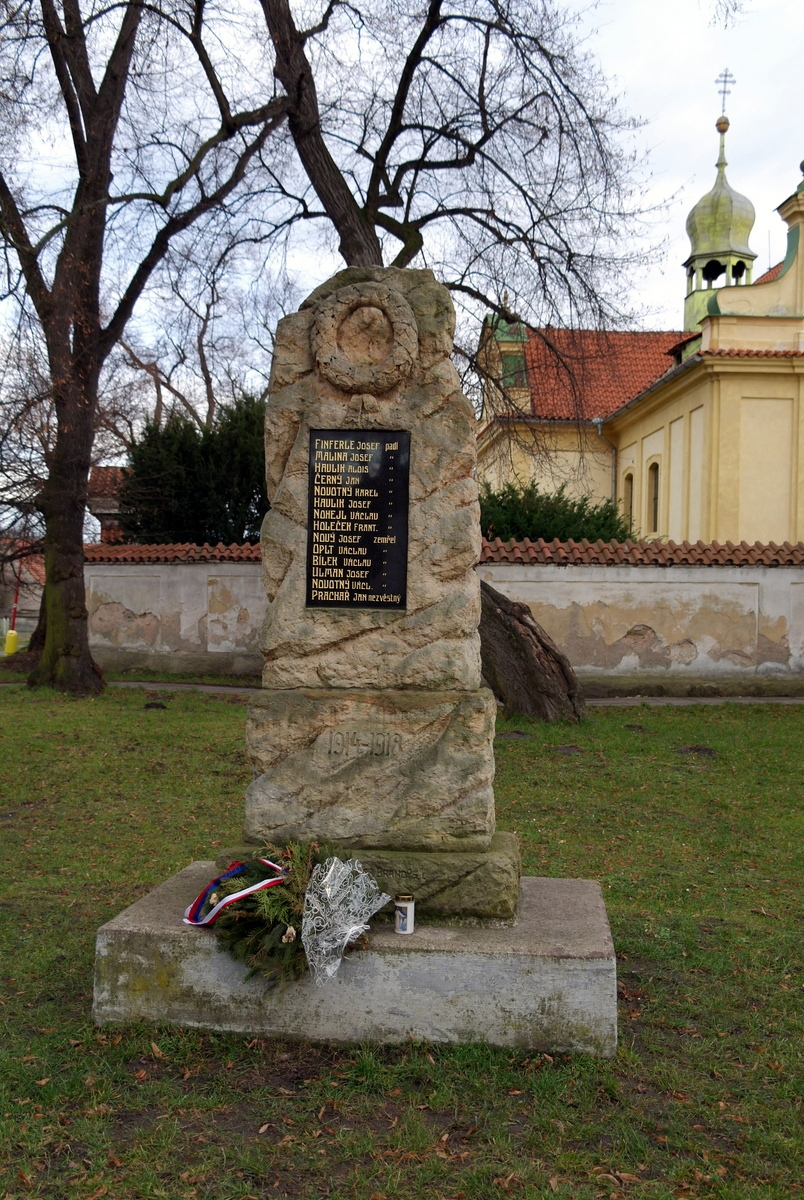
Pomník obětem první světové války
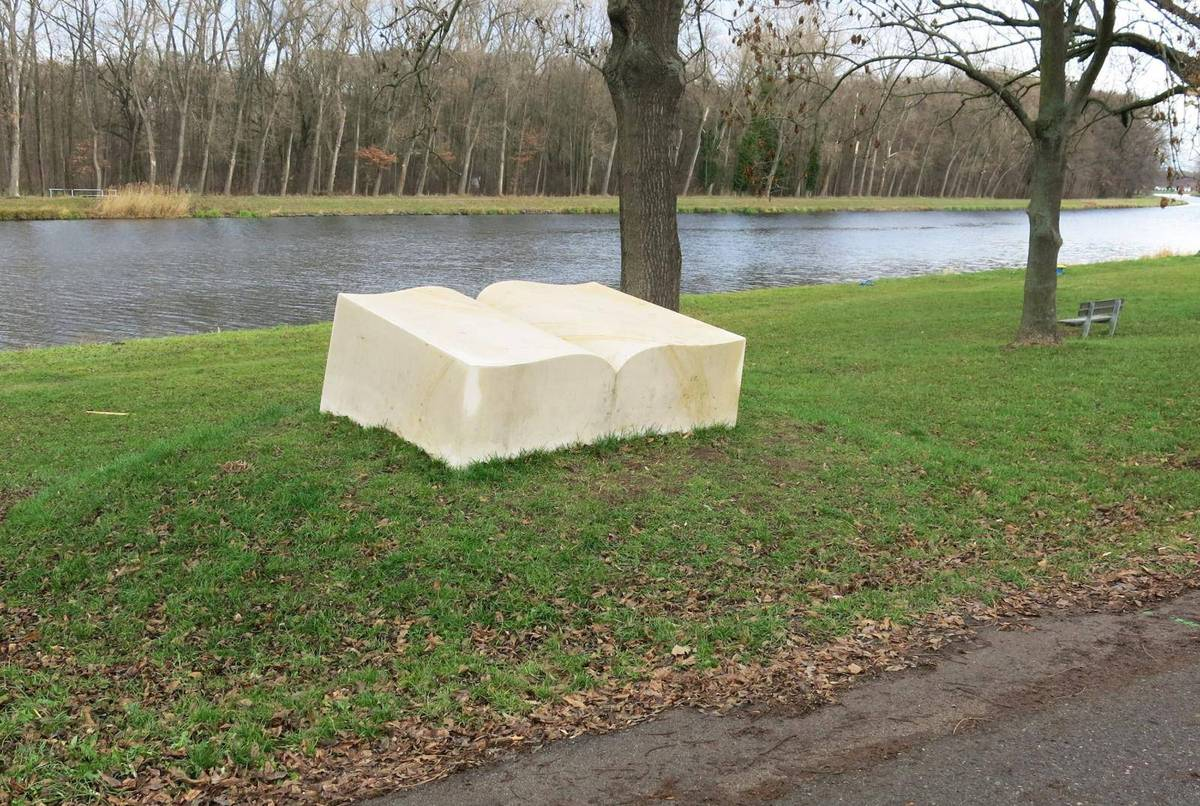
Kamenná kniha Kurta Gebauera (2018)
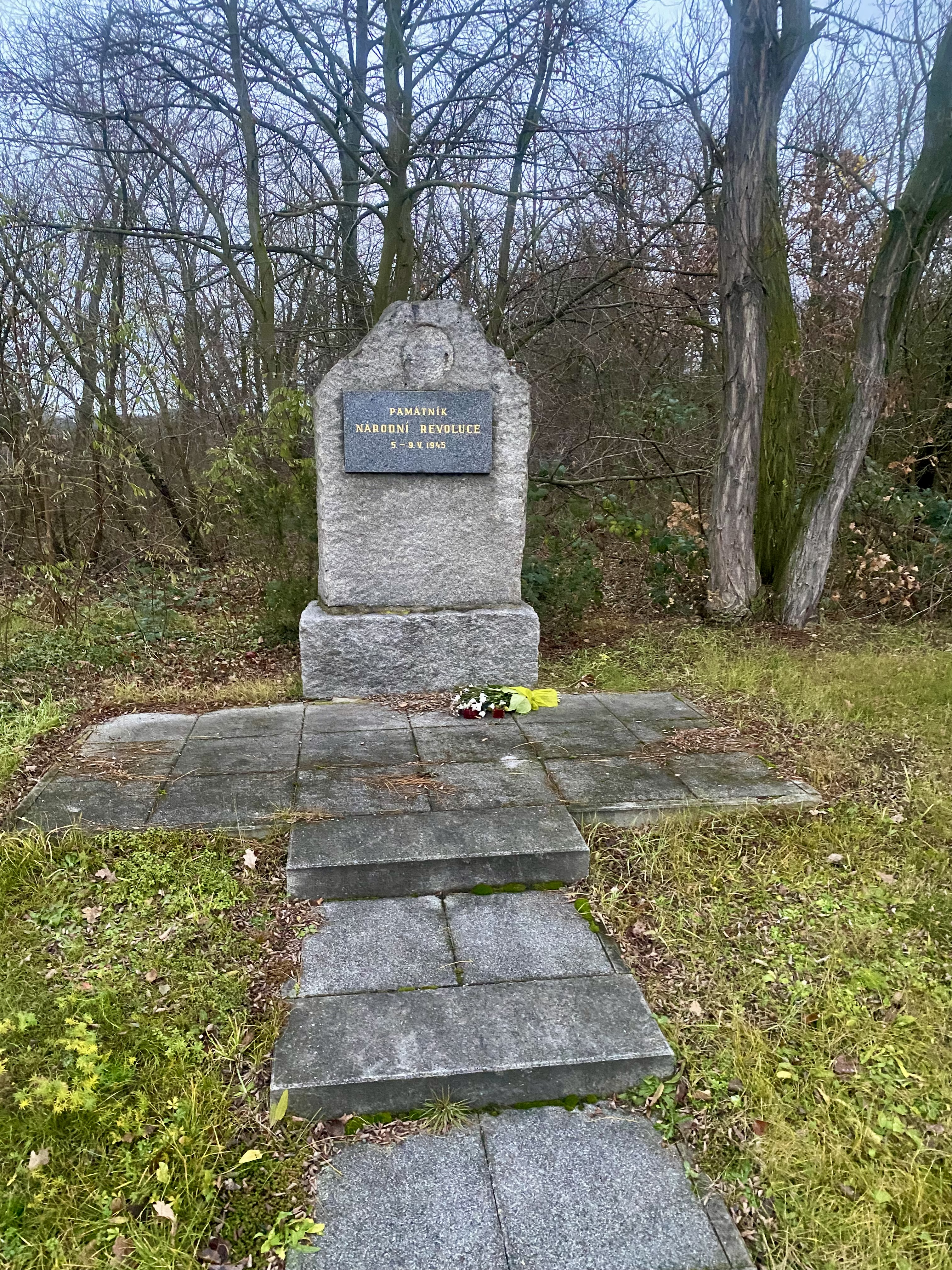
Památník národní revoluce
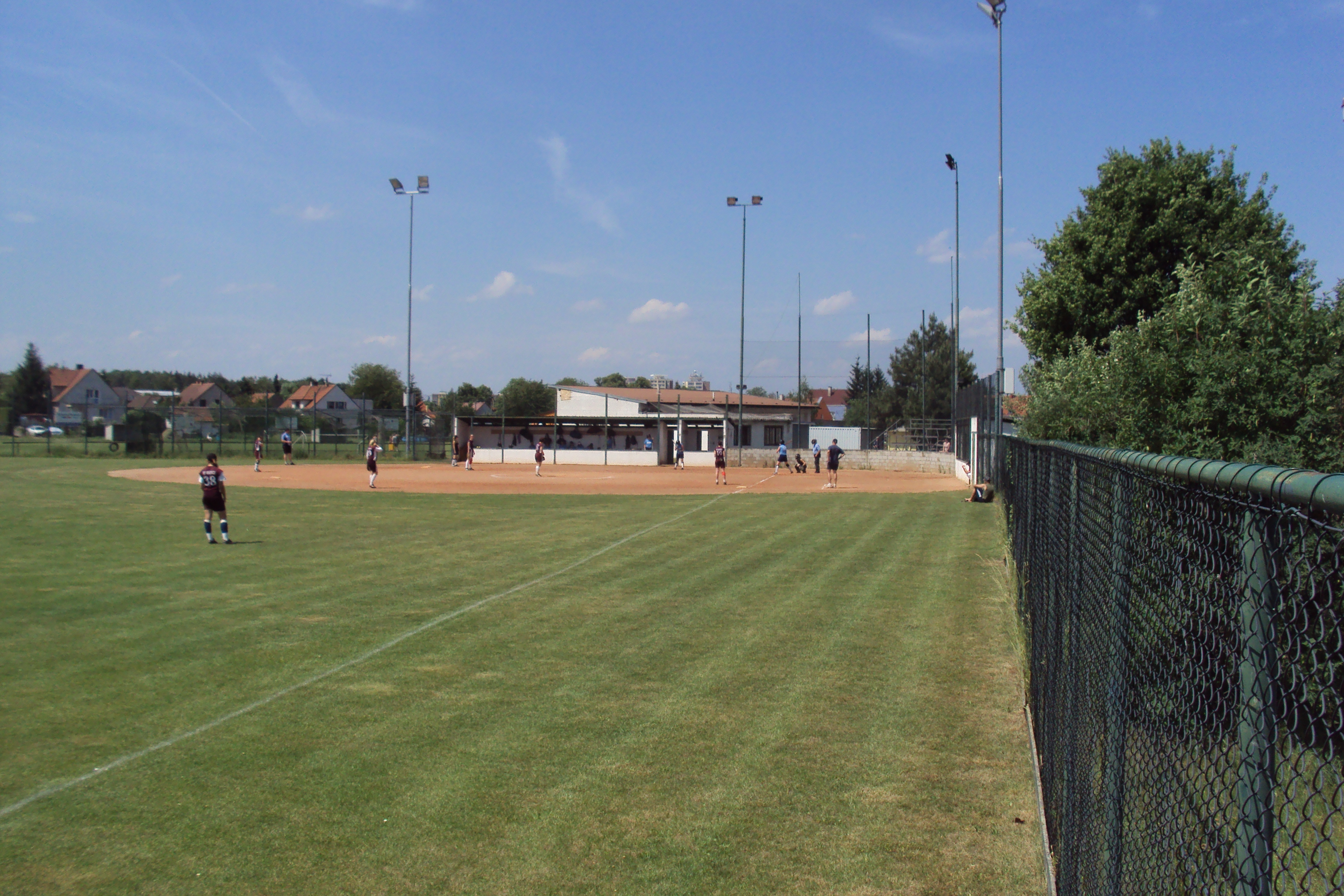
Softballové hřiště

### Souřadnice
1. ↑  50°15′6″ s. š., 14°32′28″ v. d.
2. ↑  50°15′10″ s. š., 14°32′ v. d.
3. ↑  50°15′23″ s. š., 14°31′34″ v. d.